# Mission Elapsed Time
Il Mission Elapsed Time (MET) è utilizzato dalla NASA durante le sue missioni spaziali, in particolare durante quelle dello Space Shuttle. Poiché gran parte della missione dipende dal momento in cui avviene il lancio, tutti gli eventi vengono programmati a partire da esso. Questo evita il dover ricalcolare tutte le scadenze temporali se il lancio viene rimandato. L'orologio che misura il MET viene impostato a zero al momento del decollo e conta in avanti giorni, ore, minuti e secondi. Per esempio, 2/03:45:18 MET significa che sono trascorsi 2 giorni, 3 ore, 45 minuti e 18 secondi dal decollo.
La Stazione spaziale internazionale (ISS) non fa uso di un orologio MET poiché si tratta di una missione "permanente". L'ISS osserva il tempo coordinato universale. Quando lo Shuttle visitava la navetta l'equipaggio della ISS regolava generalmente la sua giornata con l'ora MET per rendere più facile il lavoro insieme.